# Ante Budimir
Ante Budimir (Zenica, 22 luglio 1991) è un calciatore croato, attaccante dell'Osasuna e della nazionale croata.

## Caratteristiche tecniche
In possesso di una buona tecnica individuale e di un ottimo stop palla al piede, per il suo stile di gioco in patria è stato paragonato al suo connazionale Mario Mandžukić. In Italia, durante l'esperienza a Crotone, è stato soprannominato dai propri tifosi con l'appellativo Il cigno di Zenica e l'alchimista proprio per denotare il fatto che, pur essendo un giocatore dal fisico imponente, è dotato di eleganza e tecnica.

## Carriera

### Club

#### Giovanili ed Inter Zaprešić
Nato in Bosnia ed Erzegovina e cresciuto a Sesvete, quartiere di Zagabria, entra a far parte delle giovanili del NK Radnik Sesvete fino a che nel luglio 2008 si trasferisce in Austria per giocare con il LASK Linz, ma tale esperienza dura solamente pochi mesi in quanto nell'ottobre seguente rescinde il contratto con i Schwarz-Weißen. Rimane svincolato fino al 1º agosto 2009 quando il club croato dell'NK Sesvete prima e HNK Gorica poi decidono di inserirlo nelle file delle proprie giovanili.
Nel gennaio 2011 si accasa all'Inter Zaprešić con il quale debutta in 1.HNL il 26 febbraio seguente, giocando da titolare la partita pareggiata 0-0 contro l'Hajduk Spalato. L'11 marzo 2011 realizza il suo primo gol in carriera nella gara vinta 4-2 contro il Lokomotiva Zagabria. Conclude la sua prima stagione da professionista con un totale di 3 gol in 11 presenze di campionato.
Rimane con i Keramičari anche per le due stagioni successive nelle quali gioca: 26 partite tra campionato e Coppa di Croazia con 6 reti nell'annata 2011-2012 e 32 gare con 10 gol nel 2012-2013.

#### Lokomotiva Zagabria
Nell'estate 2013 viene ceduto alla Lokomotiva Zagabria con la quale debutta il 15 settembre seguente nella gara pareggiata 1-1 contro l'RNK Spalato. Il primo gol lo segna cinque giorni dopo nella vittoria 2-1 contro l'Hrvatski Dragovoljac. Con i Lokosi nella stagione 2013-2014 segna 14 reti in 27 presenze totali, mentre nelle prime tre partite della stagione 2014-2015 segna altre 5 reti.

#### St. Pauli
Le prestazioni di Budimir attirano l'attenzione del St. Pauli, formazione della serie B tedesca, che decide di acquistarlo a titolo definitivo per la cifra di 900.000 euro. L'esperienza in Germania tuttavia non è fortunata; in 20 presenze totali tra campionato e Coppa di Germania mette a segno solamente una rete.

#### Crotone
Il 31 agosto 2015 viene ceduto in prestito al Crotone, militante in Serie B. Debutta in campionato nella gara persa 4-0 contro il Cagliari del 7 settembre 2015, subentrando al 71' a Pietro De Giorgio. Trova la sua prima rete italiana il 12 settembre contro il Novara; nella partita valevole per il quarto turno di Coppa Italia 2015-2016 realizza la rete del momentaneo 1-1 a San Siro contro il Milan.
Il 30 marzo 2016 il Crotone decide di riscattarlo, grazie le sue prestazioni oltre che ai suoi gol (ben 17 in 41 partite tra Campionato e Coppa Italia), che permettono ai pitagorici di conquistare, per la prima volta nella storia del club, la promozione in Serie A.

#### Il passaggio alla Sampdoria
Il 5 luglio 2016 la Sampdoria decide di pagare la clausola rescissoria presente nel contratto di Budimir con il Crotone pari a 1,8 milioni di euro. Il giocatore firma con i blucerchiati un contratto quadriennale e sceglie la maglia numero 47. Il 14 agosto al debutto in blucerchiato segna, dopo appena un minuto dall'ingresso in campo, il suo primo gol doriano che contribuisce alla vittoria 3-0 contro il Bassano valevole per il terzo turno di Coppa Italia. L'esordio in A è invece datato 21 agosto nella vittoria in trasferta 1-0 contro l'Empoli. Colleziona 11 presenze in campionato e 3 presenze e 1 gol appunto in Coppa.

#### Ritorno a Crotone e Mallorca
Il 5 luglio 2017, esattamente dopo un anno dal trasferimento al club ligure, Budimir fa ritorno a Crotone, con la formula del prestito con obbligo di riscatto. Con 6 gol segnati in 22 partite non riesce ad evitare la retrocessione ai calabresi. Dopo aver segnato 3 gol in 19 partite di Serie B, il 15 gennaio 2019 passa in prestito al Maiorca. Il 27 giugno 2019 viene riscattato dal club spagnolo.

#### Osasuna
Il 5 ottobre 2020 viene ceduto in prestito all'Osasuna.
Dopo avere raggiunto la doppia cifra nei gol segnati ed essere stato il migliore marcatore della squadra con 11 reti, il 7 giugno 2021 viene riscattato.

### Nazionale
Nel 2005 è stato convocato con l'Under-15 croata scendendo in campo in un'occasione, il 15 agosto 2012 ha debuttato con la nazionale Under-21 croata giocando la gara, valida per le qualificazioni agli europei di categoria del 2013, pareggiata 1 a 1 contro Malta. Il 10 settembre seguente ottiene la sua seconda ed ultima presenza in Under-21 nella partita persa 6-0 contro la Spagna.
Il 7 ottobre 2020 debutta in nazionale maggiore in amichevole contro la Svizzera, fornendo a Mario Pašalić l'assist decisivo per la vittoria. Realizza la prima rete con la maglia croata l'11 novembre seguente nell'amichevole contro la Turchia (3-3).
Convocato per gli Europei del 2020, dopo essere rimasto in panchina per tutte le gare del girone, scende in campo nell'ottavo di finale perso per 5-3 dopo i tempi supplementari contro la Spagna.
Il 9 novembre del 2022, viene inserito dal CT Zlatko Dalić nella lista dei convocati per i Mondiali di calcio in Qatar. Nella competizione gioca, da subentrato, l’ottavo di finale contro il Giappone e il quarto contro il Brasile.
Il 21 novembre 2023 realizza, a distanza di tre anni, il suo secondo gol con la nazionale contro l’Armenia (1-0), decisivo per la qualificazione della Croazia a Euro 2024.
Viene convocato per gli Europei del 2024 in Germania.

## Statistiche

### Presenze e reti nei club
Statistiche aggiornate al 25 maggio 2025.
| Stagione                 | Squadra                  | Campionato               | Campionato | Campionato | Coppe nazionali | Coppe nazionali | Coppe nazionali | Coppe continentali | Coppe continentali | Coppe continentali | Altre coppe | Altre coppe | Altre coppe | Totale | Totale |
| Stagione                 | Squadra                  | Comp                     | Pres       | Reti       | Comp            | Pres            | Reti            | Comp               | Pres               | Reti               | Comp        | Pres        | Reti        | Pres   | Reti   |
| ------------------------ | ------------------------ | ------------------------ | ---------- | ---------- | --------------- | --------------- | --------------- | ------------------ | ------------------ | ------------------ | ----------- | ----------- | ----------- | ------ | ------ |
| gen.-giu. 2011           | Inter Zaprešić           | 1.HNL                    | 11         | 3          | CC              | 0               | 0               | -                  | -                  | -                  | -           | -           | -           | 11     | 3      |
| 2011-2012                | Inter Zaprešić           | 1.HNL                    | 24         | 6          | CC              | 2               | 0               | -                  | -                  | -                  | -           | -           | -           | 26     | 6      |
| 2012-2013                | Inter Zaprešić           | 1.HNL                    | 31         | 10         | CC              | 1               | 0               | -                  | -                  | -                  | -           | -           | -           | 32     | 10     |
| Totale Inter Zaprešić    | Totale Inter Zaprešić    | Totale Inter Zaprešić    | 66         | 19         |                 | 3               | 0               |                    | -                  | -                  |             | -           | -           | 69     | 19     |
| 2013-2014                | Lokomotiva Zagabria      | 1.HNL                    | 27         | 14         | CC              | 0               | 0               | -                  | -                  | -                  | -           | -           | -           | 27     | 14     |
| lug.-ago. 2014           | Lokomotiva Zagabria      | 1.HNL                    | 3          | 5          | CC              | 0               | 0               | -                  | -                  | -                  | -           | -           | -           | 3      | 5      |
| Totale Lokomotiva Zagreb | Totale Lokomotiva Zagreb | Totale Lokomotiva Zagreb | 30         | 19         |                 | 0               | 0               |                    | -                  | -                  |             | -           | -           | 30     | 19     |
| ago. 2014-2015           | St. Pauli II             | RS                       | 2          | 1          | -               | -               | -               | -                  | -                  | -                  | -           | -           | -           | 2      | 1      |
| ago. 2014-2015           | St. Pauli                | 2BL                      | 19         | 0          | CG              | 1               | 1               | -                  | -                  | -                  | -           | -           | -           | 20     | 1      |
| 2015-2016                | Crotone                  | B                        | 40         | 16         | CI              | 1               | 1               | -                  | -                  | -                  | -           | -           | -           | 41     | 17     |
| 2016-2017                | Sampdoria                | A                        | 10         | 0          | CI              | 3               | 1               | -                  | -                  | -                  | -           | -           | -           | 13     | 1      |
| 2017-2018                | Crotone                  | A                        | 22         | 6          | CI              | 1               | 1               | -                  | -                  | -                  | -           | -           | -           | 23     | 7      |
| 2018-gen. 2019           | Crotone                  | B                        | 17         | 3          | CI              | 1               | 0               | -                  | -                  | -                  | -           | -           | -           | 18     | 3      |
| Totale Crotone           | Totale Crotone           | Totale Crotone           | 79         | 25         |                 | 3               | 2               |                    | -                  | -                  |             | -           | -           | 82     | 27     |
| gen.-giu. 2019           | Maiorca                  | SD                       | 20         | 6          | CR              | -               | -               | -                  | -                  | -                  | -           | -           | -           | 20     | 6      |
| 2019-2020                | Maiorca                  | PD                       | 35         | 13         | CR              | 1               | 0               | -                  | -                  | -                  | -           | -           | -           | 36     | 13     |
| set.-ott. 2020           | Maiorca                  | SD                       | 1          | 0          | CR              | -               | -               | -                  | -                  | -                  | -           | -           | -           | 1      | 0      |
| Totale Maiorca           | Totale Maiorca           | Totale Maiorca           | 56         | 19         |                 | 1               | 0               |                    | -                  | -                  |             | -           | -           | 57     | 19     |
| 2020-2021                | Osasuna                  | PD                       | 30         | 11         | CR              | 2               | 1               | -                  | -                  | -                  | -           | -           | -           | 32     | 12     |
| 2021-2022                | Osasuna                  | PD                       | 28         | 8          | CR              | 2               | 1               | -                  | -                  | -                  | -           | -           | -           | 30     | 9      |
| 2022-2023                | Osasuna                  | PD                       | 31         | 8          | CR              | 6               | 0               | -                  | -                  | -                  | -           | -           | -           | 37     | 8      |
| 2023-2024                | Osasuna                  | PD                       | 33         | 17         | CR              | 2               | 0               | UECL               | 2                  | 1                  | SS          | 1           | 0           | 38     | 18     |
| 2024-2025                | Osasuna                  | PD                       | 36         | 21         | CR              | 4               | 3               | -                  | -                  | -                  | -           | -           | -           | 40     | 24     |
| Totale Osasuna           | Totale Osasuna           | Totale Osasuna           | 159        | 65         |                 | 16              | 5               |                    | 2                  | 1                  |             | 1           | 0           | 178    | 69     |
| Totale carriera          | Totale carriera          | Totale carriera          | 390        | 147        |                 | 27              | 9               |                    | 2                  | 1                  |             | 1           | 0           | 450    | 159    |

### Cronologia presenze e reti in nazionale
| Cronologia completa delle presenze e delle reti in nazionale ― Croazia | Cronologia completa delle presenze e delle reti in nazionale ― Croazia | Cronologia completa delle presenze e delle reti in nazionale ― Croazia | Cronologia completa delle presenze e delle reti in nazionale ― Croazia | Cronologia completa delle presenze e delle reti in nazionale ― Croazia | Cronologia completa delle presenze e delle reti in nazionale ― Croazia | Cronologia completa delle presenze e delle reti in nazionale ― Croazia | Cronologia completa delle presenze e delle reti in nazionale ― Croazia |
| Data                                                                   | Città                                                                  | In casa                                                                | Risultato                                                              | Ospiti                                                                 | Competizione                                                           | Reti                                                                   | Note                                                                   |
| ---------------------------------------------------------------------- | ---------------------------------------------------------------------- | ---------------------------------------------------------------------- | ---------------------------------------------------------------------- | ---------------------------------------------------------------------- | ---------------------------------------------------------------------- | ---------------------------------------------------------------------- | ---------------------------------------------------------------------- |
| 7-10-2020                                                              | San Gallo                                                              | Svizzera                                                               | 1 – 2                                                                  | Croazia                                                                | Amichevole                                                             | -                                                                      | 57’                                                                    |
| 14-10-2020                                                             | Zagabria                                                               | Croazia                                                                | 1 – 2                                                                  | Francia                                                                | UEFA Nations League 2020-2021 - 1º turno                               | -                                                                      | 61’                                                                    |
| 11-11-2020                                                             | Istanbul                                                               | Turchia                                                                | 3 – 3                                                                  | Croazia                                                                | Amichevole                                                             | 1                                                                      | 66’                                                                    |
| 14-11-2020                                                             | Solna                                                                  | Svezia                                                                 | 2 – 1                                                                  | Croazia                                                                | UEFA Nations League 2020-2021 - 1º turno                               | -                                                                      | 63’                                                                    |
| 24-3-2021                                                              | Lubiana                                                                | Slovenia                                                               | 1 – 0                                                                  | Croazia                                                                | Qual. Mondiali 2022                                                    | -                                                                      | 69’ 76’                                                                |
| 27-3-2021                                                              | Fiume                                                                  | Croazia                                                                | 1 – 0                                                                  | Cipro                                                                  | Qual. Mondiali 2022                                                    | -                                                                      | 57’                                                                    |
| 30-3-2021                                                              | Fiume                                                                  | Croazia                                                                | 3 – 0                                                                  | Malta                                                                  | Qual. Mondiali 2022                                                    | -                                                                      | 54’                                                                    |
| 28-6-2021                                                              | Copenaghen                                                             | Croazia                                                                | 3 – 5 dts                                                              | Spagna                                                                 | Euro 2020 - Ottavi di finale                                           | -                                                                      | 79’                                                                    |
| 26-3-2022                                                              | Al Rayyan                                                              | Croazia                                                                | 1 – 1                                                                  | Slovenia                                                               | Amichevole                                                             | -                                                                      | 25’ 69’                                                                |
| 29-3-2022                                                              | Al Rayyan                                                              | Croazia                                                                | 2 – 1                                                                  | Bulgaria                                                               | Amichevole                                                             | -                                                                      | 61’                                                                    |
| 3-6-2022                                                               | Osijek                                                                 | Croazia                                                                | 0 – 3                                                                  | Austria                                                                | UEFA Nations League 2022-2023 - 1º turno                               | -                                                                      | 58’                                                                    |
| 6-6-2022                                                               | Spalato                                                                | Croazia                                                                | 1 – 1                                                                  | Francia                                                                | UEFA Nations League 2022-2023 - 1º turno                               | -                                                                      | 79’                                                                    |
| 10-6-2022                                                              | Copenaghen                                                             | Danimarca                                                              | 0 – 1                                                                  | Croazia                                                                | UEFA Nations League 2022-2023 - 1º turno                               | -                                                                      | 77’ 86’                                                                |
| 13-6-2022                                                              | Saint-Denis                                                            | Francia                                                                | 0 – 1                                                                  | Croazia                                                                | UEFA Nations League 2022-2023 - 1º turno                               | -                                                                      | 72’                                                                    |
| 25-9-2022                                                              | Vienna                                                                 | Austria                                                                | 1 – 3                                                                  | Croazia                                                                | UEFA Nations League 2022-2023 - 1º turno                               | -                                                                      | 62’                                                                    |
| 5-12-2022                                                              | Al Wakrah                                                              | Giappone                                                               | 1 – 1 dts (1 – 3 dtr)                                                  | Croazia                                                                | Mondiali 2022 - Ottavi di finale                                       | -                                                                      | 62’ 106’                                                               |
| 9-12-2022                                                              | Al Rayyan                                                              | Croazia                                                                | 1 – 1 dts (4 – 2 dtr)                                                  | Brasile                                                                | Mondiali 2022 - Quarti di finale                                       | -                                                                      | 110’                                                                   |
| 18-11-2023                                                             | Riga                                                                   | Lettonia                                                               | 0 – 2                                                                  | Croazia                                                                | Qual. Euro 2024                                                        | -                                                                      |                                                                        |
| 21-11-2023                                                             | Zagabria                                                               | Croazia                                                                | 1 – 0                                                                  | Armenia                                                                | Qual. Euro 2024                                                        | 1                                                                      | 84’                                                                    |
| 3-6-2024                                                               | Fiume                                                                  | Croazia                                                                | 3 – 0                                                                  | Macedonia del Nord                                                     | Amichevole                                                             | -                                                                      | 60’                                                                    |
| 8-6-2024                                                               | Oeiras                                                                 | Portogallo                                                             | 1 – 2                                                                  | Croazia                                                                | Amichevole                                                             | 1                                                                      | 39’ 67’                                                                |
| 15-6-2024                                                              | Berlino                                                                | Spagna                                                                 | 3 – 0                                                                  | Croazia                                                                | Euro 2024 - 1º turno                                                   | -                                                                      | 56’                                                                    |
| 19-6-2024                                                              | Amburgo                                                                | Croazia                                                                | 2 – 2                                                                  | Albania                                                                | Euro 2024 - 1º turno                                                   | -                                                                      | 69’                                                                    |
| 24-6-2024                                                              | Lipsia                                                                 | Croazia                                                                | 1 – 1                                                                  | Italia                                                                 | Euro 2024 - 1º turno                                                   | -                                                                      | 46’                                                                    |
| 8-9-2024                                                               | Osijek                                                                 | Croazia                                                                | 1 – 0                                                                  | Polonia                                                                | UEFA Nations League 2024-2025 - 1º turno                               | -                                                                      | 69’ 90+1’                                                              |
| 12-10-2024                                                             | Zagabria                                                               | Croazia                                                                | 2 – 1                                                                  | Scozia                                                                 | UEFA Nations League 2024-2025 - 1º turno                               | -                                                                      | 71’                                                                    |
| 15-10-2024                                                             | Varsavia                                                               | Polonia                                                                | 3 – 3                                                                  | Croazia                                                                | UEFA Nations League 2024-2025 - 1º turno                               | -                                                                      | 61’ 90+2’                                                              |
| 18-11-2024                                                             | Spalato                                                                | Croazia                                                                | 1 – 1                                                                  | Portogallo                                                             | UEFA Nations League 2024-2025 - 1º turno                               | -                                                                      | 63’                                                                    |
| 20-3-2025                                                              | Spalato                                                                | Croazia                                                                | 2 – 0                                                                  | Francia                                                                | UEFA Nations League 2024-2025 - Quarti di finale                       | 1                                                                      | 60’                                                                    |
| 23-3-2025                                                              | Saint-Denis                                                            | Francia                                                                | 2 – 0 dts (5 – 4 dtr)                                                  | Croazia                                                                | UEFA Nations League 2024-2025 - Quarti di finale                       | -                                                                      | 60’                                                                    |
| 6-6-2025                                                               | Faro                                                                   | Gibilterra                                                             | 0 – 7                                                                  | Croazia                                                                | Qual. Mondiali 2026                                                    | 1                                                                      | 46’                                                                    |
| 9-6-2025                                                               | Osijek                                                                 | Croazia                                                                | 5 – 1                                                                  | Rep. Ceca                                                              | Qual. Mondiali 2026                                                    | 1                                                                      | 76’                                                                    |
| Totale                                                                 |                                                                        | Presenze                                                               | 32                                                                     |                                                                        | Reti                                                                   | 6                                                                      |                                                                        |

| Cronologia completa delle presenze e delle reti in nazionale ― Croazia under 21 | Cronologia completa delle presenze e delle reti in nazionale ― Croazia under 21 | Cronologia completa delle presenze e delle reti in nazionale ― Croazia under 21 | Cronologia completa delle presenze e delle reti in nazionale ― Croazia under 21 | Cronologia completa delle presenze e delle reti in nazionale ― Croazia under 21 | Cronologia completa delle presenze e delle reti in nazionale ― Croazia under 21 | Cronologia completa delle presenze e delle reti in nazionale ― Croazia under 21 | Cronologia completa delle presenze e delle reti in nazionale ― Croazia under 21 |
| Data                                                                            | Città                                                                           | In casa                                                                         | Risultato                                                                       | Ospiti                                                                          | Competizione                                                                    | Reti                                                                            | Note                                                                            |
| ------------------------------------------------------------------------------- | ------------------------------------------------------------------------------- | ------------------------------------------------------------------------------- | ------------------------------------------------------------------------------- | ------------------------------------------------------------------------------- | ------------------------------------------------------------------------------- | ------------------------------------------------------------------------------- | ------------------------------------------------------------------------------- |
| 15-8-2012                                                                       | Tbilisi                                                                         | Georgia under 21                                                                | 1 – 1                                                                           | Croazia under 21                                                                | Qual. Europeo Under-21 2013                                                     | -                                                                               | 80’                                                                             |
| 10-9-2012                                                                       | Alicante                                                                        | Spagna under 21                                                                 | 6 – 0                                                                           | Croazia under 21                                                                | Qual. Europeo Under-21 2013                                                     | -                                                                               | 51’ 52’                                                                         |
| Totale                                                                          |                                                                                 | Presenze                                                                        | 2                                                                               |                                                                                 | Reti                                                                            | 0                                                                               |                                                                                 |